# Geotrypetes
Geotrypetes – rodzaj płazów beznogich z rodziny Dermophiidae.

## Rozmieszczenie geograficzne
Rodzaj obejmuje gatunki występujące w tropikalnych obszarach Afryki Zachodniej.

## Systematyka
Rodzaj zdefiniował w 1880 roku niemiecki zoolog Wilhelm Peters w artykule zatytułowanym Czaszki dwóch płazów beznogich, Hypogeophis rostratus i H. Seraphini, opublikowanym w czasopiśmie „Sitzungsberichte der Gesellschaft Naturforschender Freunde zu Berlin”. Gatunkiem typowym jest (oznaczenie monotypowe) G. seraphini.

### Etymologia
Geotrypetes: gr. γεω- geō- ‘ziemny-’, od γη gē ‘ziemia’; τρυπητής trupētēs ‘ten, który wierci, wiertacz’.

### Podział systematyczny
Do rodzaju należą następujące gatunki:
- Geotrypetes angeli Parker, 1936
- Geotrypetes pseudoangeli Taylor, 1968
- Geotrypetes seraphini (Duméril, 1859)